# Борашвили, Михо
Михо Борашвили (род. 14 октября 1947, Каспи, Грузия) — советский и грузинский актёр и кинорежиссёр. Лауреат Государственной премии Грузии в области киноискусства (2004).

## Биография
В 1979 году окончил Ленинградский государственный институт театра, музыки и кинематографии (мастерская Юлия Карасика).
С 1969 по 2006 год работал в компании «Грузинский телефильм» вначале ассистентом кинорежиссёра, а потом кинорежиссёром (с 1989 года). С 1991 года состоял в Худсовете студии. С 1996 года работал там же руководителем отдела документальных фильмов.
С 1995 года член Союза кинематографистов Грузии.
С 2003 года ведёт педагогическую деятельность в Университете театра и кино имени Шота Руставели. Руководит мастерской режиссуры, профессор.
Как актёр снялся в художественных фильмах:
- «Лурджа Магданы» (режиссёры Тенгиз Абуладзе и Резо Чхеидзе, 1955);
- «Чужие дети» (режиссёр — Тенгиз Абуладзе, 1958);
- «Я, бабушка, Илико и Илларион» (режиссёр Тенгиз Абуладзе, 1962);
- «Бэла» (режиссёр Станислав Ростоцкий, 1966);
- «Ну и молодежь!» (режиссёр Резо Чхеидзе, 1969).

## Фильмы
В компании «Грузинский телефильм» снял 30 документальных и 2 художественных полнометражных фильмов.
- «Пристанище» — фильм 1997 года продолжительностью 44 минуты, киностудия Грузия-фильм[1].

## Награды
- Орден Чести (2008)[2].
- Государственная премия Грузии в области киноискусства (2004)[2].
- «Окно» — Приз Всесоюзного фестиваля (Киев, 1980), Приз Международного кинофестиваля «Золотой Синерайл» (Лиль[уточнить], Франция, 2003);
- «Убежище» — Специальный приз жюри Международного кинофестиваля «Золотой витязь» (1998);
- «Исполнитель» — Специальный приз Грузинской киноакадемии на Международном кинофестивале «Золотой орёл» (1995);
- «Пустое пространство» — Приз Международного кинофестиваля «Кино-шок» (Анапа, 2001), Приз Международного кинофестиваля «Золотой витязь» (Москва, 2002), Специальный приз жюри (Ашдод, Израиль, 2005);
- «Путь Христа» и «О, Матерь Божья…» — Государственная премия Грузии в области кинематографа 2004 года.